# Tuvalu himnusza
"Tuvalu a Mindenhatóé" (Tuvalu mo te Atua) Tuvalu nemzeti himnusza. A zenéjét és szövegét Afaese Manoa írta. 1978-ban vált hivatalosan is az állam első zenéjévé.

## A szöveg
| Tuvalui | Angol | Magyar |
| Tuvalu mo te Atua Ko te Fakavae sili, Ko te alu foki tena, O te manuia katoa; Loto lasi o fai, Tou malo saoloto; Fusi ake katoa Ki te loto alofa; Kae amo fakatasi Ate atu fenua. "Tuvalu mo te Atua" Ki te se gata mai! Tuku atu tau pulega Ki te pule mai luga, Kilo tonu ki ou mua Me ko ia e tautai. "Pule tasi mo ia" Ki te se gata mai, Ko tena mana Ko tou malosi tena. Pati lima kae kalaga Ulufonu ki te tupu. "Tuvalu ko tu saoloto" Ki te se gata mai! | Tuvalu for the Almighty Are the words we hold most dear; For as people or as leaders Of Tuvalu we all share In the knowledge that God Ever rules in heav'n above, And that we in this land Are united in His love. We build on a sure foundation When we trust in God's great law; "Tuvalu for the Almighty" Be our song for evermore! Let us trust our lives henceforward To the King to whom we pray, With our eyes fixed firmly on Him He is showing us the way. "May we reign with Him in glory" Be our song for evermore, for His almighty power Is our strength from shore to shore. Shout aloud in jubilation To the King whom we adore. "Tuvalu free and united" Be our song for evermore! | Tuvalu a Mindenhatóé Ezek a legkedvesebb szavak nekünk; A népnek és a vezetőknek egyaránt Egész Tuvalunak, ami közös nekünk Abban a tudatban, hogy Isten Örökké uralkodik az égben, És mi ezen a földön Egyesülünk a szeretetében. Biztos talajra építünk Bízunk Isten nagy törvényében; "Tuvalu a Mindenhatóé" Ez legyen énekünk mindvégig! Bízzuk rá életünket ezen túl A mi Királyunkra, akihez imádkozunk, Ahogy tekintetünket szilárdan Őrajta tartjuk Megmutatja nekünk az utaat. "Vele uralkodhatunk dicsőségben" Ez legyen énekünk mindvégig, Mert az Ő végtelen hatalma A mi erőnk, itt, a két part között. Kiáltsunk örvendezve Az imádott Királyunkhoz! "Tuvalu szabad és egységes!" Ez legyen dalunk mindvégig! |

## Külső hivatkozások
- Zenéje Archiválva 2018. november 9-i dátummal a Wayback Machine-ben – midi formátumban